# 特佩科約
特佩科約（西班牙語：Tepecoyo），是薩爾瓦多的城鎮，位於該國中西部，由拉利伯塔德省負責管轄，面積61.4平方公里，海拔高度780米，2013年人口15,532，人口密度每平方公里252.96人。
13°42′1″N 89°28′4″W / 13.70028°N 89.46778°W